# Хойно (Равицький повіт)
Хойно (пол. Chojno) — село в Польщі, у гміні Пакослав Равицького повіту Великопольського воєводства.
Населення — 844 особи (2011).
У 1975-1998 роках село належало до Лешненського воєводства.

## Демографія
Демографічна структура станом на 31 березня 2011 року:
|          | Загалом | Допрацездатний вік | Працездатний вік | Постпрацездатний вік |
| -------- | ------- | ------------------ | ---------------- | -------------------- |
| Чоловіки | 425     | 102                | 287              | 36                   |
| Жінки    | 419     | 98                 | 240              | 81                   |
| Разом    | 844     | 200                | 527              | 117                  |